# Gumna

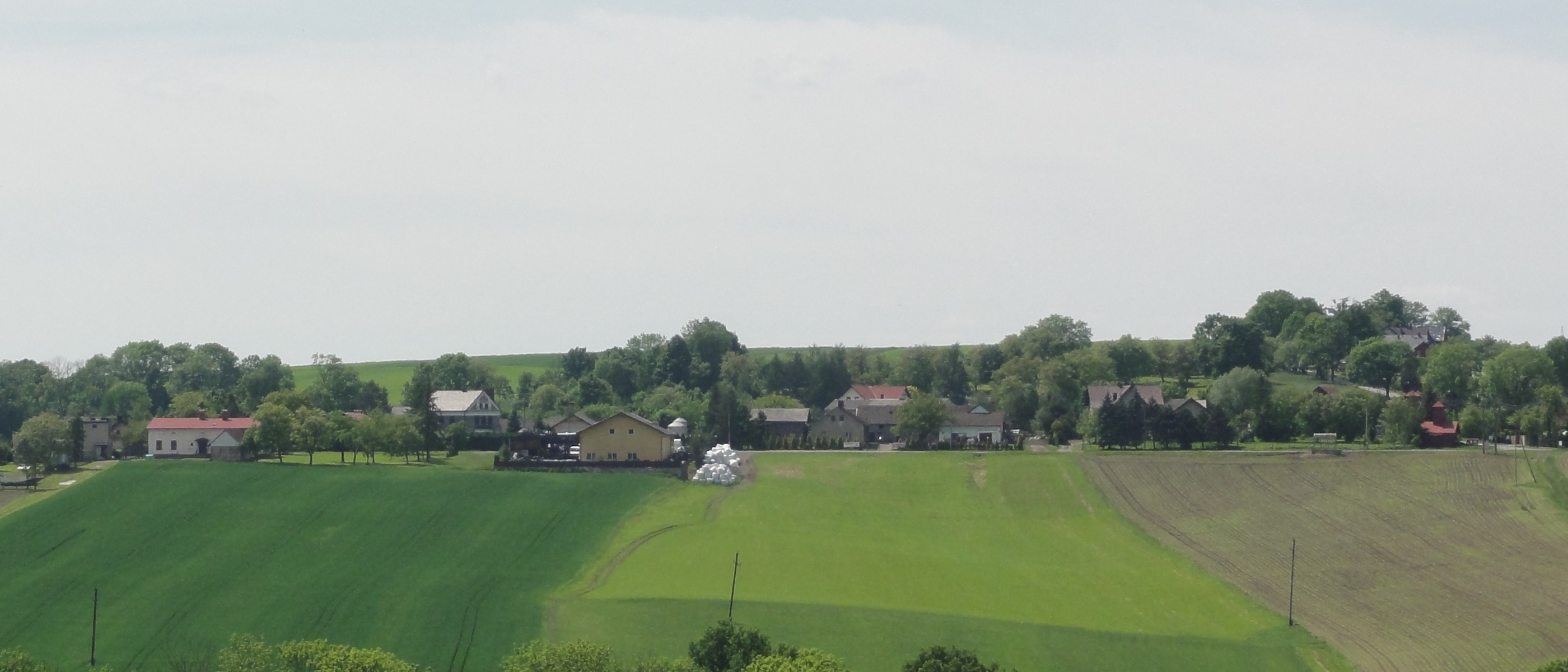
Blick auf Gumna

Gumna (tschechisch Humna, deutsch: Gumna, auch Gumnau) ist ein Ort mit einem Schulzenamt in der Landgemeinde Dębowiec des Powiat Cieszyński der Woiwodschaft Schlesien in Polen.

## Geographie
Gumna liegt im Schlesischen Vorgebirge (Pogórze Śląskie), etwa 28 km westlich von Bielsko-Biała und 60 km südlich von Katowice im Powiat (Kreis) Cieszyn.
Das Dorf hat eine Fläche von 410 ha (10 % der Landgemeinde).
Nachbarorte sind Kostkowice im Nordosten, Ogrodzona im Osten, die Stadt Cieszyn im Süden, Zamarski im Westen.

## Geschichte

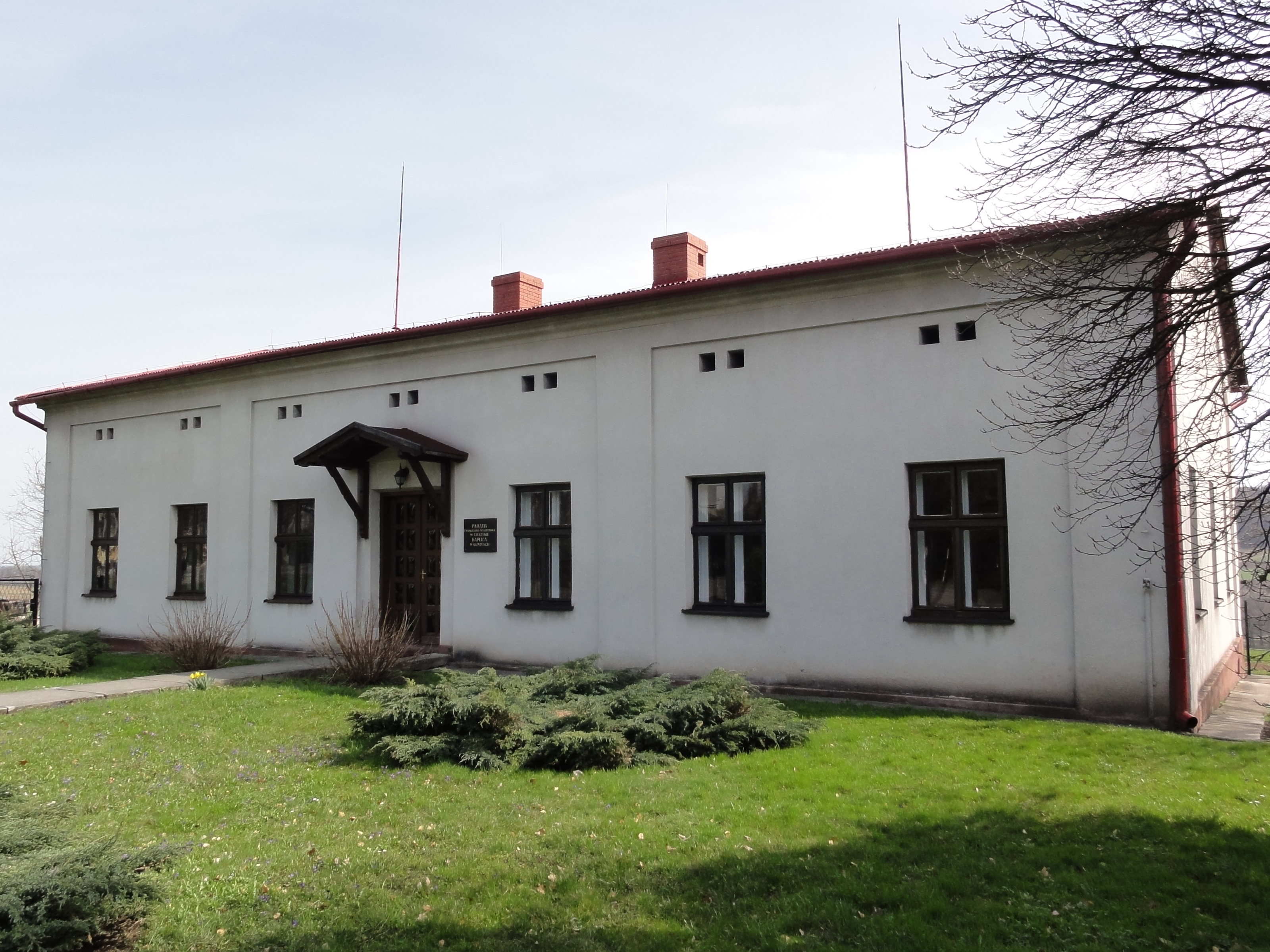
Evangelische Kapelle in Gumna, Pfarrei Cieszyn

Das Dorf liegt im Teschener Schlesien.
Der Ort wurde 1523 erstmals urkundlich als Humna erwähnt, obwohl schon im Jahr 1466 wurde ein Teil des benachbarten Dorfs Ogrodzona mit Tennen im Satz puolowici wsy Ohrazene (...) az do tej czesty czoz za humny do hage biezi erwähnt wurde. Der Name ist die Pluralform des polnischen Wortes gumno (tschechisch humno, deutsch Tenne, auf Deutsch wurde die polnischsprachige Form als Ortsname benutzt, aber auch die pseudo-besitzanzeigende Form Gumnau).
Politisch gehörte das Dorf zum Herzogtum Teschen, die Lehensherrschaft des Königreichs Böhmen, seit 1526 gehörte es zur Habsburgermonarchie.
Nach der Aufhebung der Patrimonialherrschaften war es ab 1850 eine Gemeinde in Österreichisch-Schlesien, Bezirk Teschen und Gerichtsbezirk Teschen. In den Jahren 1880 bis 1910 hat das Dorf etwa 320 Einwohner, es waren überwiegend polnischsprachige (100 % im Jahr 1880, 92,9 % im Jahr 1910), 1910 auch 7,1 % deutschsprachige. Im Jahre 1910 waren 56,1 % evangelisch, 41,3 % römisch-katholisch, es gab acht (2,6 %) Juden.
1920, nach dem Zusammenbruch der k.u.k. Monarchie und des Polnisch-Tschechoslowakischen Grenzkriegs, kam Gumna zu Polen. Unterbrochen wurde dies nur durch die Besetzung Polens durch die Wehrmacht im Zweiten Weltkrieg.
Von 1975 bis 1998 gehörte Gumna zur Woiwodschaft Bielsko-Biała.